# 横浜市立橘中学校
横浜市立橘中学校（よこはましりつ たちばなちゅうがっこう）は、神奈川県横浜市保土ケ谷区仏向町に所在する公立中学校。略称はたっ中（たっちゅう）。西は富士山、東はランドマークタワーや横浜港を望むことができ、横浜市でもっとも標高の高い位置にある中学校である。制服はブレザーを採用している。

## 沿革
この節の出典
| 1977年4月1日 | 開校宣言                                                             |
|              | 横浜市立橘中学校として、横浜市立岩崎・保土ヶ谷中学校より独立開校する |
| 1977年4月5日 | 第1回入学式                                                          |
| 1977年6月1日 | 校章制定（開校記念日と定める）                                       |

## 学校教育目
この節の出典
| た 互いを認め合い、                     | 公・徳 |
| ち 着実に心や体を鍛え、                 | 徳・体 |
| ば 万化に応じて自ら学び、               | 開・知 |
| な 何事にも根気強く自ら未来を切り拓く。 | 徳・開 |

## 部活動
この節の出典

### 運動系部活動
- ハンドボール部
- バドミントン部
- 女子バスケットボール部
- 男子バスケットボール部
- バレーボール部
- 剣道部
- 女子ソフトテニス部
- 男子ソフトテニス部
- ソフトボール部
- 野球部
- サッカー部
- 陸上競技部

### 文化系部活動
- 美術部
- 文芸部
- 吹奏楽部
- パソコン部

## 通学区域
この節の出典
- 今井町
  - 1～72番地
  - 78番地
  - 80番地
  - 82～112番地
  - 120～165番地
  - 167～200番地
  - 309番地
  - 379～391番地
  - 401番地～
- 境木町
  - 1～116番地
  - 119～176番地
- 新桜ケ丘一丁目 全域
- 新桜ケ丘二丁目
  - 1～39番
  - 40番
    - 1号
    - 2号
    - 5号
    - 8号

  - 41番
    - 2号
    - 5号～7号
    - 9号
- 初音ケ丘
  - 11番
  - 12番
    - 10号〜

  - 13〜18番
  - 20～49番
- 藤塚町 全域
- 仏向町
  - 400～507番地
  - 512～551番地
  - 555～614番地
  - 647～763番地
  - 781～821番地
  - 837～980番地
  - 984～996番地
  - 998番地
  - 1001番地
  - 1002番地
  - 1003番地
    - 1

  - 1005番地
  - 1006番地
    - 3～5
    - 11

  - 1007～1599番地
- 法泉一丁目 全域
- 法泉二丁目 全域
- 法泉三丁目 全域
- 星川三丁目
  - 9～11番

### 通学区域に含まれる小学校
- 横浜市立今井小学校
- 横浜市立初音が丘小学校
- 横浜市立藤塚小学校
- 横浜市立仏向小学校

## 交通

### バス
- 横浜市営バス 橘中
- 横浜市営バス 仏向地域ケアプラザ前

### 電車
- 相模鉄道本線 和田町駅
- 相模鉄道本線 上星川駅
- 相模鉄道本線 星川駅

## 著名な出身者
- 中川麦茶（プロボクサー/WBA ASIA Eastチャンピオン）[要出典]
- 友澤剛気（サッカー選手）[要出典]
- 長谷川大悟（リオデジャネイロオリンピック三段跳日本代表） - 2016年12月6日に生徒に向けて講演をし、質疑応答もした。
- 坂本結愛（ソフトボール日本代表）[5]
- 新垣里沙（元モーニング娘。）[要出典]
- 千葉恵里（アイドルグループAKB48メンバー）[要出典]
- 三野宮鈴（インフルエンサー、モデル、YouTuber、タレント）
- 瑛人（シンガーソングライター）[要出典]
- 樋高剛（衆議院議員）[6]